# Всероссийский электротехнический институт
Всероссийский электротехнический институт — российское научное учреждение, ведущее разработки в области электротехники и электрофизики.
До 29 декабря 2017 года полное наименование — Федеральное государственное унитарное предприятие «Всероссийский электротехнический институт им. В. И. Ленина». Затем — Всероссийский электротехнический институт — филиал федерального государственного унитарного предприятия «Российский федеральный ядерный центр — Всероссийский научно-исследовательский институт технической физики имени академика Е. И. Забабахина».
Основными направлениями деятельности Центра являются исследования и разработка высоковольтной техники, силового и электротехнического оборудования, комплексных систем автоматизации, электроники различного назначения.

## История
Институт учреждён постановлением Совета Труда и Обороны в 1921 году на базе электротехнической лаборатории МВТУ. До 1927 года носил название Государственного экспериментального электротехнического института (ГЭЭИ), был переименован во Всесоюзный электротехнический институт (ВЭИ). В этот период были проведены различные испытания по заданиям электропромышленности, также велись исследования токов короткого замыкания и разработка мер защиты ЛЭП, работы по магнитной спектроскопии и метрике магнитных материалов, разработка радиопередающих станций для транспорта и авиации.
В 1929 году были созданы Центральные опытные мастерские ВЭИ, а в 1934 на их базе образован Опытный электромеханический завод.
В течение первой половины 1930-х годов специалистами ВЭИ разработаны фотоэлементы для звукового кино и телевидения, внедрена система звукозаписи в кинотехнику. На Опытном заводе изготовлены первые отечественные системы телевидения. Так же велись исследования в области теории электрических сетей. Был созданы первые системы теплопеленгационного обнаружения. В 30-е годы Институт принимал участие в реализации мероприятий по обеспечению растущих потребностей промышленности страны в электроэнергии. Разработки ВЭИ использовались при строительстве первых крупных электрических станций и линий электропередач. Были разработаны элементы конструкции энергосилового оборудования на напряжения 300—500 кВ. Продолжались научно-исследовательские и конструкторские работы в области электронной техники. Опытный завод изготовил электрическую арматуру для подсветки звёзд на башнях Московского кремля, поставлял электротехническое оборудование для нужд строящегося метрополитена.
В годы Великой Отечественной войны ВЭИ, как и другие предприятия наркомата электропромышленности, работал в интересах обороны страны. В 1941 году организовано особое конструкторское бюро (ОКБ) в составе ВЭИ, целью работы которого стала разработка и внедрение в производство новых образцов вооружения и военной техники. Конструкторское бюро создало систему защиты минных полей от грозовых разрядов, противодесантные заграждения, также были разработаны осветительные устройства и оптико-электронная аппаратура, системы самонаведения и дистанционные силовые передачи для оснащения военных объектов и военной техники. Опытный завод (директор - Горелкин, Николай Васильевич) изготовлял широкий спектр продукции военного назначения: от бутылок с зажигательной смесью и реактивных снарядов для «Катюш» до передвижных электростанций и приборов ночного видения. За работы в годы войны ряд сотрудников был награждён Государственными премиями.
В 1947 году Институту было присвоено имя В. И. Ленина и произведено награждение орденом Ленина.
В послевоенные годы ВЭИ продолжал развиваться. До начала 1950-х годов на его базе были созданы новые научно-исследовательские и конструкторские организации, такие как Всероссийский научно-исследовательский, проектно-конструкторский и технологический светотехнический институт (ВНИСИ), НИИ электровакуумных изделий, Всесоюзный научно-исследовательский институт электромеханики (ВНИИЭМ), ЦКБ «Электропривод», СКБ по вычислительной технике, Институт автоматики и гидропривода. В последующие годы ВЭИ вёл исследования в области высоковольтной техники. Так, в 1950-х годах были разработаны различные высоковольтные коммутационные устройства: воздушные и маломасляные выключатели, ртутные вентили, полупроводниковые устройства.
В 1962 году введена в эксплуатацию ЛЭП постоянного тока на ртутных преобразователях, созданных в ВЭИ. На рубеже 1960—1970-х годов начинают работать отделения ВЭИ в городах Тольятти, Ереване, Истре, Волжском и Белой Церкви.
К началу 1970-х в ВЭИ разработаны новые образцы коммутационной аппаратуры на 500—750 кВ, полупроводниковые компоненты, новые типы изоляционных материалов для высоковольтной техники. На Опытном заводе изготавливаются вакуумные дугогасительные камеры, внедрены в серийное производство вакуумные выключатели нагрузки. В 1970-е годы продолжались исследования в области создания полупроводниковых высоковольтных силовых устройств. Разрабатывается аппаратура для оснащения мощных электрогенераторов, электронные системы регулирования и системы управления возбуждением электрогенераторов поставляются во многие страны мира. В 1971 г. Всесоюзный электротехнический институт награждён орденом Октябрьской Революции (директор — И. С. Наяшков).
В конце 1970-х Институтом велись работы по созданию устройств обеспечивающих экспорт электроэнергии за рубеж. Совместно с фирмой «Nokia» был разработан вентильный преобразовательный блок для ЛЭП постоянного тока СССР — Финляндия. К началу 1980-х осуществлена разработка оборудования для ЛЭП сверхвысокого напряжения 1150 кВ.
В 1994 году ВЭИ присвоен статус Государственного научного центра Российской Федерации (ГНЦ ВЭИ). В 2004 г. институт включён в перечень стратегических предприятий Российской Федерации.
С 2015 года входит в контур Госкорпорации «Росатом».
Президент РФ В. В. Путин 27 января 2017 подписал Указ «О реорганизации некоторых федеральных государственных унитарных предприятий атомной отрасли». Согласно Указу, ФГУП ВЭИ и Опытный завод ВЭИ к 2019 году присоединится к Российскому федеральному ядерному центру — Всероссийскому научно-исследовательскому институту технической физики. 29 декабря 2017 года ФГУП ВЭИ реорганизовано в форме присоединения к ФГУП «РФЯЦ-ВНИИТФ» и стало его филиалом.

## Подразделения в составе ВЭИ
Высоковольтный научно-исследовательский центр (ВНИЦ) — филиал ВЭИ до 2016 года. В соответствии с указом президента РФ № 137 от 17 марта 2015 года ВНИЦ ВЭИ передан под руководство РФЯЦ-ВНИИТФ.
Научно-технические центры ВЭИ:
- Научно-технический центр технологий сверхпроводимости и силовых полупроводниковых приборов;
- Научно-технический центр высоковольтного оборудования (НТЦ 2);
- Научно-технический центр энергетического оборудования (НТЦ 3);
- Научно-технический центр специальных электрических систем (НТЦ 4);
- Научно-технический центр высоковольтных испытаний (НТЦ 5);
- Научно-технический центр высоковольтной коммутационной техники и технического регулирования (НТЦ 7).